# Galium jansenii
Galium jansenii är en måreväxtart som beskrevs av Abraham Willem Kloos. Galium jansenii ingår i släktet måror, och familjen måreväxter. Inga underarter finns listade i Catalogue of Life.